# Belonogaster hildebrandti
Belonogaster hildebrandti är en getingart som beskrevs av Henri Saussure 1890. Belonogaster hildebrandti ingår i släktet Belonogaster och familjen getingar. Inga underarter finns listade.